# Neel Jani
Neel Jani (Rorschach, Suiza; 8 de diciembre de 1983) es un piloto de automovilismo suizo. A lo largo de su carrera deportiva compitió en A1 Grand Prix, GP2 Series, Champ Car, WEC, FIA GT y Fórmula E, entre otros. Entre sus principales obtenciones se encuentran las 24 Horas de Le Mans 2016, con Porsche.

## Carrera

### Inicios
Comenzó su carrera en 1996 en competiciones de karting. En 1999 ingresó a la categoría Fórmula A (posteriormente llamada KF1) en 1999. Fue campeón suizo junior de Fórmula A en 2000.
Ya en el automovilismo, en 2002 fue consagrado vicecampeón de Europa en Fórmula Renault 2000.
En 2003 ingresó a la escudería suiza de Fórmula 1 Sauber como piloto de pruebas. Compitió en la Eurocopa de Fórmula Renault V6 entre 2003 y 2004, donde resultó subcampeón y cuarto en el campeonato respectivamente.

### GP2 Series
En 2005 compitió en GP2 Series para Racing Engineering, donde consiguió 2 victorias, 3 cuartos puestos, 3 quintos para terminar séptimo en el campeonato.
En la temporada 2006, reemplazó a Nicolas Lapierre en las rondas de Silverstone y Magny-Cours en el equipo Arden, pero no sumó puntos.

### Fórmula 1
En diciembre de 2005, fue confirmado como tercer piloto de Scuderia Toro Rosso para la temporada 2006 de Fórmula 1, donde disputó todos los entrenamientos libres de los Grandes Premios de la temporada.

### Champ Car World Car Series
En 2007 corre en la Championship Auto Racing Teams con el apoyo de Red Bull en el equipo PKV Racing, logró 2 segundos puestos, un tercero y un quinto, de forma que terminó noveno en el campeonato de pilotos.

### A1 Grand Prix
Por otro lado compitió en las cuatro temporadas de A1 Grand Prix ayudando a su nación, Suiza, ganará el campeonato 2007-08, y saliera subcampeón en 2005-06 y 2008-09. Jani logró 10 victorias, 30 podios y 10 poles en la categoría.

### Superleague Fórmula
Jani participó en dos carreras de la Superleague Fórmula para el equipo Olympiacos CFP, donde logró una victoria, y ayudó a que el equipo griego finalizara cuarto en el campeonato.
En 2011 siguió compitiendo en la categoría ahora para RSC Anderlecht, logró 2 podios en la segunda ronda, para que el equipo belga terminara quinto en el campeonato.

### Gran turismos y sport prototipos
En 2008, disputó una carrera por la Supercopa Porsche, y en 2009 debutó las 24 Horas de Le Mans a bordo de un Lola para el equipo Speedy Racing Team, donde terminó 14º en la carrera.
En 2010, disputó 12 carreras de la Campeonato FIA GT con un Ford, sin lograr resultados destacables, y 5 de la Le Mans Series con un Lola de la clase LMP1, consiguiendo 2 podios y terminando quinto en el campeonato de pilotos de esa clase. Además disputó las 24 Horas de Le Mans, aunque no finalizó la carrera.
El año siguiente toda la temporada de la Copa Intercontinental Le Mans conduciendo un Lola de la clase LMP1 para Rebellion junto a Nicolas Prost, donde logró que el equipo terminará tercero en el Campeonato de Equipos. También disputó la Le Mans Series para dicho equipo, terminando tercero en el Campeonato de Pilotos de la clase LMP1 con un podio y 2 poles.
En 2012, Jani disputó toda la temporada del renombrado Campeonato Mundial de Resistencia de la FIA para Rebellion. Junto a Prost, logró cuatro cuartos puestos, uno de ellos en las 24 Horas de Le Mans, finalizando cuarto en el Campeonato de Pilotos, ayudando a que el equipo Rebellion ganará el Campeonato de Equipos Privados de LMP1.
El suizo participó de 3 carreras de la temporada 2013, donde logró dos quintos puestos. Además, disputó 4 carreras de la American Le Mans Series en la clase LMP1, resultando tercero en las 12 Horas de Sebring, segundo en dos carreras y primero en la Petit Le Mans, por lo cual resultó subcampeón de la categoría en la clase a pesar de que no disputó todas las carreras.
Porsche contrató a Neel para conducir uno de los nuevos Porsche 919 Hybrid durante el Campeonato Mundial de Resistencia de 2014. Teniendo como compañero de butaca a Marc Lieb y Romain Dumas ganaron en Interlagos, y consiguieron un segundo puesto, un tercero y tres cuartos, quedando sextos en el campeonato.
Jani continuó junto a Dumas y Lieb en la temporada 2015. Ganó en Baréin y acumuló cinco segundos puestos, de modo que se ubicó séptimo en el Campeonato de Pilotos de LMP1, colaborando a que Porsche obtuviera el Campeonato de Equipos. En 2016, el trío obtuvo dos victorias en Silverstone y en las 24 Horas de Le Mans; combinado con un segundo lugar y cuatro cuartos, lograron el título mundial de pilotos.

### Fórmula E
En agosto de 2017, se anunció que Jani participaría en la temporada 2017-18 de Fórmula E para el equipo Dragon. Disputó el Hong Kong ePrix, finalizando 18º en ambas carreras. Sin embargo, abandonó el equipo luego de disputar las dos primeras carreras. A finales de ese mismo año fue confirmado por Porsche como su primer piloto para la temporada 2019-20 de Fórmula E. Tras solo sumar puntos en una ocasión, fue anunciado su reemplazo a final de la temporada.

## Resultados

### A1 Grand Prix
(Clave) (negrita indica pole position) (cursiva indica vuelta rápida)

| Año     | Equipo | 1         | 2           | 3         | 4         | 5         | 6           | 7         | 8         | 9           | 10         | 11         | 12          | 13        | 14        | 15        | 16         | 17        | 18        | 19        | 20        | 21      | 22      | Pos. | Puntos |
| ------- | ------ | --------- | ----------- | --------- | --------- | --------- | ----------- | --------- | --------- | ----------- | ---------- | ---------- | ----------- | --------- | --------- | --------- | ---------- | --------- | --------- | --------- | --------- | ------- | ------- | ---- | ------ |
| 2005-06 | Suiza  | GBR SPR 9 | GBR FEA Ret | GER SPR 2 | GER FEA 5 | POR SPR 3 | POR FEA 2   | AUS SPR 6 | AUS FEA 3 | MYS SPR 2   | MYS FEA 2  | UAE SPR 1  | UAE FEA Ret | RSA SPR 3 | RSA FEA 2 | IDN SPR 5 | IDN FEA 5  | MEX SPR 2 | MEX FEA 3 | USA SPR   | USA FEA   | CHN SPR | CHN FEA | 2.º  | 121    |
| 2006-07 | Suiza  | NED SPR   | NED FEA     | CZE SPR   | CZE FEA   | BEI SPR 9 | BEI FEA Ret | MYS SPR 1 | MYS FEA 4 | IDN SPR 10  | IDN FEA 8  | NZL SPR    | NZL FEA     | AUS SPR   | AUS FEA   | RSA SPR 5 | RSA FEA 4  | MEX SPR   | MEX FEA   | SHA SPR   | SHA FEA   | GBR SPR | GBR SPR | 8.º  | 50     |
| 2007-08 | Suiza  | NED SPR 5 | NED FEA 3   | CZE SPR 8 | CZE FEA 3 | MYS SPR 1 | MYS FEA 1   | ZHU SPR 2 | ZHU FEA 6 | NZL SPR Ret | NZL FEA 13 | AUS SPR 10 | AUS FEA 2   | RSA SPR 3 | RSA FEA 1 | MEX SPR 3 | MEX FEA 19 | SHA SPR 1 | SHA FEA 5 | GBR SPR 4 | GBR SPR 3 |         |         | 1.º  | 168    |
| 2008-09 | Suiza  | NED SPR 5 | NED FEA Ret | CHN SPR 4 | CHN FEA 4 | MYS SPR 1 | MYS FEA Ret | NZL SPR 2 | NZL FEA 1 | RSA SPR 3   | RSA FEA 1  | POR SPR 15 | POR FEA 1   | GBR SPR 8 | GBR SPR 3 |           |            |           |           |           |           |         |         | 2.º  | 95     |

### GP2 Series
(Clave) (negrita indica pole position) (cursiva indica vuelta rápida puntuable)

| Año  | Escudería           | 1   | 1   | 2   | 2   | 3   | 3   | 4   | 4   | 5   | 5   | 6   | 6   | 7   | 7   | 8   | 8   | 9   | 9   | 10  | 10  | 11  | 11  | 12  | 12  | Pos. | Puntos | Ref.   |
| ---- | ------------------- | --- | --- | --- | --- | --- | --- | --- | --- | --- | --- | --- | --- | --- | --- | --- | --- | --- | --- | --- | --- | --- | --- | --- | --- | ---- | ------ | ------ |
| 2005 | Racing Engineering  | IMO | IMO | BAR | BAR | MON | MON | NÜR | NÜR | MAG | MAG | SIL | SIL | HOC | HOC | BUD | BUD | EST | EST | MNZ | MNZ | SPA | SPA | SAK | SAK | 7.º  | 48     | [ 9 ]  |
| 2005 | Racing Engineering  | 6   | 15  | 4   | 5   | Ret | Ret | 6   | 13† | 5   | 4   | 5   | 6   | Ret | 22  | 1   | 4   | Ret | Ret | 7   | 1   | 16  | 18  | 16  | 13  | 7.º  | 48     | [ 9 ]  |
| 2006 | Arden International | VAL | VAL | IMO | IMO | NÜR | NÜR | BAR | BAR | MON | MON | SIL | SIL | MAG | MAG | HOC | HOC | BUD | BUD | EST | EST | MNZ | MNZ |     |     | 25.º | 0      | [ 10 ] |
| 2006 | Arden International |     |     |     |     |     |     |     |     |     |     | NC  | Ret | 11  | 7   |     |     |     |     |     |     |     |     |     |     | 25.º | 0      | [ 10 ] |

### Fórmula 1
(Clave) (negrita indica pole position) (cursiva indica vuelta rápida)

| Año     | Escudería           | 1      | 2      | 3      | 4      | 5      | 6      | 7      | 8      | 9      | 10     | 11     | 12     | 13     | 14     | 15     | 16     | 17     | 18     | Pos. | Puntos |
| ------- | ------------------- | ------ | ------ | ------ | ------ | ------ | ------ | ------ | ------ | ------ | ------ | ------ | ------ | ------ | ------ | ------ | ------ | ------ | ------ | ---- | ------ |
| 2006    | Scuderia Toro Rosso | BHR TD | MYS TD | AUS TD | SMR TD | EUR TD | ESP TD | MON TD | GBR TD | CAN TD | USA TD | FRA TD | GER TD | HUN TD | TUR TD | ITA TD | CHN TD | JPN TD | BRA TD |      |        |
| Fuente: |                     |        |        |        |        |        |        |        |        |        |        |        |        |        |        |        |        |        |        |      |        |

### Champ Car World Series
| Año  | Equipo     | 1       | 2     | 3       | 4      | 5     | 6     | 7     | 8     | 9     | 10     | 11    | 12    | 13    | 14    | Pos. | Puntos |
| ---- | ---------- | ------- | ----- | ------- | ------ | ----- | ----- | ----- | ----- | ----- | ------ | ----- | ----- | ----- | ----- | ---- | ------ |
| 2007 | PKV Racing | LVG Ret | LBH 7 | HOU Ret | POR 12 | CLE 3 | MTT 6 | TOR 2 | EDM 9 | SJO 2 | ROA 10 | ZOL 8 | ASN 5 | SRF 8 | MXC 9 | 9.º  | 231    |

### 24 Horas de Le Mans
| Año     | Equipo                              | Copilotos                        | Automóvil                | Clase    | Vueltas | Pos. | Pos. Clase |
| ------- | ----------------------------------- | -------------------------------- | ------------------------ | -------- | ------- | ---- | ---------- |
| 2009    | Speedy Racing Team Sebah Automotive | Andrea Belicchi Nicolas Prost    | Lola B08/60-Aston Martin | LMP1     | 342     | 14.º | 12.º       |
| 2010    | Rebellion Racing                    | Nicolas Prost Marco Andretti     | Lola B10/60-Rebellion    | LMP1     | 175     | DNF  | DNF        |
| 2011    | Rebellion Racing                    | Nicolas Prost Jeroen Bleekemolen | Lola B10/60-Toyota       | LMP1     | 338     | 6.º  | 6.º        |
| 2012    | Rebellion Racing                    | Nicolas Prost Nick Heidfeld      | Lola B12/60-Toyota       | LMP1     | 367     | 4.º  | 4.º        |
| 2013    | Rebellion Racing                    | Nicolas Prost Nick Heidfeld      | Lola B12/60-Toyota       | LMP1     | 275     | 39.º | 7.º        |
| 2014    | Porsche Team                        | Marc Lieb Romain Dumas           | Porsche 919 Hybrid       | LMP1-H   | 348     | 11.º | 4.º        |
| 2015    | Porsche Team                        | Marc Lieb Romain Dumas           | Porsche 919 Hybrid       | LMP1     | 391     | 5.º  | 5.º        |
| 2016    | Porsche Team                        | Romain Dumas Marc Lieb           | Porsche 919 Hybrid       | LMP1     | 384     | 1.º  | 1.º        |
| 2017    | Porsche LMP Team                    | Nick Tandy André Lotterer        | Porsche 919 Hybrid       | LMP1     | 318     | DNF  | DNF        |
| 2018    | Rebellion Racing                    | André Lotterer Bruno Senna       | Rebellion R13-Gibson     | LMP1     | 375     | 4.º  | 4.º        |
| 2019    | Rebellion Racing                    | André Lotterer Bruno Senna       | Rebellion R13-Gibson     | LMP1     | 376     | 4.º  | 4.º        |
| 2021    | Porsche GT Team                     | Kévin Estre Michael Christensen  | Porsche 911 RSR-19       | GTE Pro  | 344     | 22.º | 3.º        |
| 2023    | Duqueine Team                       | René Binder Nico Pino            | Oreca 07-Gibson          | LMP2     | 327     | 11.º | 3.º        |
| 2024    | Proton Competition                  | Julien Andlauer Harry Tincknell  | Porsche 963              | Hypercar | 251     | 45.º | 16.º       |
| 2025    | Proton Competition                  | Nico Pino Nicolás Varrone        | Porsche 963              | Hypercar | 383     | 13.º | 13.º       |
| Fuente: |                                     |                                  |                          |          |         |      |            |

### Campeonato Mundial GT1 de la FIA
| Año  | Equipo             | Automóvil | 1      | 2      | 3      | 4      | 5      | 6      | 7      | 8      | 9         | 10        | 11       | 12        | 13        | 14        | 15       | 16       | 17       | 18       | 19        | 20       | Pos. | Puntos |
| ---- | ------------------ | --------- | ------ | ------ | ------ | ------ | ------ | ------ | ------ | ------ | --------- | --------- | -------- | --------- | --------- | --------- | -------- | -------- | -------- | -------- | --------- | -------- | ---- | ------ |
| 2010 | Matech Competition | Ford      | ABU GR | ABU CR | SIL QR | SIL CR | BRN QR | BRN CR | PRI QR | PRI CR | SPA QR 20 | SPA CR 14 | NÜR QR 8 | NÜR CR 16 | ALG QR 20 | ALG CR 12 | NAV QR 4 | NAV CR 7 | INT QR 7 | INT CR 8 | SAN QR 17 | SAN CR 8 | 33.º | 14     |

### Superleague Fórmula
(Clave) (negrita indica pole position) (cursiva indica vuelta rápida)

| Año  | Equipo         | Escudería               | 1   | 1   | 1   | 2   | 2   | 2   | 3   | 3   | 3   | 4   | 4   | 4   | 5   | 5   | 5   | 6   | 6   | 6   | 7   | 7   | 7   | 8   | 8   | 8   | 9   | 9   | 9   | 10  | 10  | 10  | 11   | 11   | 11   | 12  | 12  | 12  | Pos. | Puntos |
| ---- | -------------- | ----------------------- | --- | --- | --- | --- | --- | --- | --- | --- | --- | --- | --- | --- | --- | --- | --- | --- | --- | --- | --- | --- | --- | --- | --- | --- | --- | --- | --- | --- | --- | --- | ---- | ---- | ---- | --- | --- | --- | ---- | ------ |
| 2010 | Olympiacos CFP | GU-Racing International | SIL | SIL | SIL | ASS | ASS | ASS | MAG | MAG | MAG | JAR | JAR | JAR | NÜR | NÜR | NÜR | ZOL | ZOL | ZOL | BRH | BRH | BRH | ADR | ADR | ADR | POR | POR | POR | ORD | ORD | ORD | BEI† | BEI† | BEI† | NAV | NAV | NAV | 4.º  | 653    |
| 2010 | Olympiacos CFP | GU-Racing International |     |     |     |     |     |     |     |     |     |     |     |     |     |     |     |     |     |     |     |     |     |     |     |     | 14  | 1   | X   |     |     |     |      |      |      |     |     |     | 4.º  | 653    |
| 2011 | RSC Anderlecht | Azerti Motorsport       | ASS | ASS | ASS | ZOL | ZOL | ZOL |     |     |     |     |     |     |     |     |     |     |     |     |     |     |     |     |     |     |     |     |     |     |     |     |      |      |      |     |     |     | 5.º  | 125    |
| 2011 | RSC Anderlecht | Azerti Motorsport       | 4   | 9   | 7   | 2   | 9   | 3   |     |     |     |     |     |     |     |     |     |     |     |     |     |     |     |     |     |     |     |     |     |     |     |     |      |      |      |     |     |     | 5.º  | 125    |

- † Ronda fuera del campeonato.

### Campeonato Mundial de Resistencia de la FIA
(Clave) (negrita indica pole position) (cursiva indica vuelta rápida)

| Año     | Escudería        | Clase | Automóvil            | 1   | 2   | 3   | 4   | 5   | 6   | 7   | 8   | 9   | Pos. | Puntos | Ref.   |
| ------- | ---------------- | ----- | -------------------- | --- | --- | --- | --- | --- | --- | --- | --- | --- | ---- | ------ | ------ |
| 2012    | Rebellion Racing | LMP1  | Lola B12/60-Toyota   | SEB | SPA | LMS | SIL | SÃO | BHR | FUJ | SHA |     | 4.º  | 86.5   | [ 11 ] |
| 2012    | Rebellion Racing | LMP1  | Lola B12/60-Toyota   | 17  | 5   | 3   | 6   | 4   | 4   | 4   | Ret |     | 4.º  | 86.5   | [ 11 ] |
| 2013    | Rebellion Racing | LMP1  | Lola B12/60-Toyota   | SIL | SPA | LMS | SÃO | COA | FUJ | SHA | BHR |     | 16   | 21     | [ 12 ] |
| 2013    | Rebellion Racing | LMP1  | Lola B12/60-Toyota   | 5   | 5   | 25  |     |     |     |     |     |     | 16   | 21     | [ 12 ] |
| 2014    | Porsche Team     | LMP1  | Porsche 919 Hybrid   | SIL | SPA | LMS | COA | FUJ | SHA | BHR | SÃO |     | 3.º  | 117    | [ 13 ] |
| 2014    | Porsche Team     | LMP1  | Porsche 919 Hybrid   | Ret | 4   | 5   | 4   | 4   | 3   | 2   | 1   |     | 3.º  | 117    | [ 13 ] |
| 2015    | Porsche Team     | LMP1  | Porsche 919 Hybrid   | SIL | SPA | LMS | NÜR | COA | FUJ | SHA | BHR |     | 3.º  | 138.5  | [ 14 ] |
| 2015    | Porsche Team     | LMP1  | Porsche 919 Hybrid   | 2   | 2   | 5   | 2   | 12  | 2   | 2   | 1   |     | 3.º  | 138.5  | [ 14 ] |
| 2016    | Porsche Team     | LMP1  | Porsche 919 Hybrid   | SIL | SPA | LMS | NÜR | MEX | COA | FUJ | SHA | BHR | 1.º  | 160    | [ 15 ] |
| 2016    | Porsche Team     | LMP1  | Porsche 919 Hybrid   | 1   | 2   | 1   | 4   | 4   | 4   | 5   | 4   | 6   | 1.º  | 160    | [ 15 ] |
| 2017    | Porsche LMP Team | LMP1  | Porsche 919 Hybrid   | SIL | SPA | LMS | NÜR | MEX | COA | FUJ | SHA | BHR | 4.º  | 129    | [ 16 ] |
| 2017    | Porsche LMP Team | LMP1  | Porsche 919 Hybrid   | 3   | 4   | Ret | 2   | 2   | 2   | 3   | 3   | 3   | 4.º  | 129    | [ 16 ] |
| 2018-19 | Rebellion Racing | LMP1  | Rebellion R13-Gibson | SPA | LMS | SIL | FUJ | SHA | SEB | SPA | LMS |     | 5.º  | 91     | [ 17 ] |
| 2018-19 | Rebellion Racing | LMP1  | Rebellion R13-Gibson | DSQ | 4   | 2   | 3   | 4   | Ret | 5   | 4   |     | 5.º  | 91     | [ 17 ] |

### WeatherTech SportsCar Championship
| Año  | Equipo           | Clase | Chasis   | Motor                 | 1     | 2     | 3   | 4   | 5   | 6   | 7   | 8   | 9   | 10  | Pos. | Puntos |
| ---- | ---------------- | ----- | -------- | --------------------- | ----- | ----- | --- | --- | --- | --- | --- | --- | --- | --- | ---- | ------ |
| 2017 | Rebellion Racing | P     | Oreca 07 | Gibson GK428 4.2 L V8 | DAY 8 | SEB 9 | LBH | COA | DET | WGL | MOS | ELK | LGA | PET | 26.º | 45     |

### Fórmula E
(Clave) (negrita indica pole position) (cursiva indica vuelta rápida)

| 2017-18 | Dragon Racing                    | HKG 18 | HKG 18 | MAR     | SAN    | MEX    | PDE    | ROM    | PAR     | BER    | ZUR   | NYC    | NYC | 25.º | 0 |
| 2019-20 | TAG Heuer Porsche Formula E Team | DIR 17 | DIR 13 | SAN Ret | MEX 14 | MAR 18 | BER 11 | BER 15 | BER Ret | BER 19 | BER 6 | BER 15 |     | 20.º | 8 |
| Fuente: |                                  |        |        |         |        |        |        |        |         |        |       |        |     |      |   |